# Miesenbach bei Birkfeld
Miesenbach bei Birkfeld är en ort och kommun i distriktet Weiz i förbundslandet Steiermark i Österrike.
Kommunen består av två ortsdelar (Ortschaften) (inom parentes invånarantal 1 januari 2024):
- Berg-und Hinterleitenviertel (231)
- Dorfviertel (431)